# 山内誠
山内 誠（やまうち まこと、1994年11月14日 - ）は、日本のフリークライマー。神奈川県出身。神奈川大学人間科学部卒。神奈川県相模原市でクライミングを始め、身長165cmと小柄ながら登攀ルートを的確に描く想像力が武器。2014年にはジャパンカップで優勝を飾り、日本ボルダリング界の頂点に立つ。

## 経歴
- 相模原市緑区出身
- 神奈川大学山岳部
- 神奈川大学卒

## 競技会の戦績
- 2013年　東京国体　成年男子ボルダリング　3位
- 2014年　第9回ボルダリング・ジャパンカップ（開催地：静岡）優勝　[2][3]
- 2014年　IFSC クライミング・ワールドカップ (B,S) （開催地：中国重慶） 2014出場
- 2017年　IFSC クライミング・ワールドカップ（B）（開催地：東京都八王子） 2017出場[4]

等

## 岩場の記録
- 2014年10月 神戸"オロチ"(五段+V15)を完登[5]。